# Percy Hetherington Fitzgerald
Percy Hetherington Fitzgerald (født 1834 i Irland, død november 1925) var en britisk romanforfatter og biograf.
Han studerede ved Trinity College i Dublin og blev sagfører, men var samtidig en flittig romanforfatter. Hans første værker blev trykte i Dickens' tidsskrifter Household words og All the year round. Hans romaner, der viser påvirkning af Dickens, er nu kun lidet kendte. Foruden romaner har Fitzgerald skrevet en lang række biografiske værker: The life of Sterne (2 bind, 1864), The life of David Garrick (2 bind, 1868), Charles Lamb (1865), Charles Townshend (1866), The Kembles (1871), Life and adventures of Alexander Dumas (2 bind, 1872), Life of George IV (2 bind, 1881) samt Life and times of William IV (2 bind, 1884). Desuden har han skrevet en række arbejder til det engelske teaters historie: The world behind the scenes (1881), A new history of the English stages (2 bind, 1882), Kings and Queens of an hour (2 bind, 1883) og Henry Irving; twenty years at the Lyceum (1893), Memoirs of an Author (1894), Fifty years of a Catholic life (1901).